# Национални парк Гарамба
Национални парк Гарамба је национални парк који се налази у северноисточном делу Демократске Републике Конго. Површине је 5200 km² и један је од најстаријих паркова у Африци, а проглашен је за Светску баштину под окриљем Унеска. Парком руководи предузеће Афрички паркови у сарадњи са Институтом за очување природе, од 2005. године

## Опште карактеристике
Гарамба је парк површине 5200 km² и налази се на североистоку Демократске Републике Конго, на граници са Јужним Суданом. Један је од најстаријих паркова у Африци, основан 1938. године и заштићен као Светска баштина под окриљем Унеска.
Стациониран је зони преласка између две ендемске територије: конго—гвинејских и суданских савана. Оба подручја богата су великим бројем животињских врста, али је популација дивљачи последњих неколико деценија изузетно опала, због илегалног лова.
Парком руководи непрофина организација за очување средине Афрички паркови, заједно са Институтом за очување природе, од 2005. године. Организације имају договор са оружаним снагама Демократске Републике Конго које штите Гарамбу од ловокрадица и побуњеничких група

## Флора и фауна
На травњацима парка налази се велики број вишегодишњих дрвенастих биљака акација. Неке врсте зељастих биљака које настањују парк могу порасти и до 3 м.
Гарамба је дом великог броја животиња, укључујући велики број врста антилопа, а парк настањују и бизони, слонови, хијене, дивље свиње, жирафе, нилски коњи и лавови.
Парк је домаћин једине популације кардофанске жирафе у Демократској Републици Конго, а процењује се да их у парку има мање од 50. У парку такође живи једина преостала популација слонова у држави.
У оквиру парка пописано је 138 врста сисара и 286 врста птица, укљкучујући птицу секретар, релативно угрожену врсту.
Слонови настањени у парку сматрају се хибридима афричког и шумског слона, а последњих неколико деценија њихов број се смањио због лова. По попису из 2011. године у парку је забележено око 2000 слонова. Процењује се да је 2017. године у парку живело мање од 2000 слонова, што је драстичан пад с обзиром да је шездесетих и седамдесетих година забележено приближно 20.000 јединки. Године 2012. убијена су 22 слона, док су 2014. године ловокрадице убиле 68 слонова за само два месеца.
У оквиру парка одрађено је неколико пописа жирафа, а пописи су се значајно разликовали, ипак постоји пад у популацији. По сајту Mongabay у парку је живело 300 жирафа 1976. године, док их је 2008. године било око 200. Дневне новине Тајмс издале су извештај да је 1993. године на простору парка било настањено 356 жирафа, а само 86 њих живело 2007. године.
Непрофитна новинска организација The Christian Science Monitor издала је извештај о 86 кардофанских жирафа на подручју парка 2003. године, а саопштила да их 2016. године има само 38. По сајту Mongabay, 46 жирафа живело је у парку у мају 2017. године.
Парк настањује и северни бели носорог. Само њих петнаест пописано је у парку средином осамдесетих година 20. века, због чега се овај парк налази на листи угрожених места Светске баштине Унеска. У периоду између 2003—2004 забележено је између 20 и 25 северних белих носорога у парку.
Број животиња у парку значајно се смањио због лова, а велики проблем представља то што у оквиру националног парка постоје насељена места. Дивље животиње парка угрожене су и због народа Худа и Водабе.

## Историја
Национални парк основан је 1938. године. Током шездесетих година парк је био предодређен и прилагођен за афричке слонове, а посетиоцима је било омогућено да их јашу.
На листу Светске баштине Унеска, парк је увршћен 1980. године, а већ у периоду од 1984—1992. године налазио се на листи угрожених места Светске баштине.
 Између 1991—1993. године, 50.000 суданских избеглица се одселило изван парка, након што је Национална армија Јужног Судана интервенисала. Забележен је 121 конфликт између ловокрадица и ренџера парка између 1993—1995. године, а од 1991—1996 заплењено је више од 900 комада оружја. Национална организација за заштиту носорога обезбедила је средста за патролна возила 1994. године и плате чуварима 1995. године. Национални парк је био на листи угрожених 1996. године због лова на северног белог носорога, па је велики број организација широм света помогао да би се лов зауставио, а врста очувала на овом подручју.
Парком управља организација Афрички паркови од 2005. године, а напори организације уродили су плодом, лов на простору парка је био доста смањен. Према британској корпорацији Би-Би-Си, управљачко тело националног парка Гарамба финансира Европска унија и приватни донори. Парк помажу такође и Агенција САД за међународни развој, Америчка служба за заштиту рибљег ресурса и дивљиж животиња и Светска банка.
У периоду од 2000—2017. године ловокрадице су усмртиле 21 ренџера парка, а од 2017. године повећана је безбедност парка, што је допринело томе да се он успостави као туристичка дестинација. Џозеф Коњ користио је овај парк као светилиште. Године 2009. герилска група напала је станицу националног парка убивши најмање осам људи, укључујући и два припадна парка, а ранила додатних тринаест. Побуњеници су такође украли сви храну и гориво и уништили неколико зграда у парку. У конфликтима у октобру 2015. године побуњеници су убили три војника Националне армије Судана. У априлу 2016. године побуњеници су убили тројицу ренџера и ранили тројицу других.
Према фоторепортеру Кејтк Брукс, која је снимала документарни филм Последња животиња у овом парку, тринаест службеника и војних лица убијена су у одбрани парка између јануара 2015. и априла 2017. године.
Године 2017. Национална географија направила је филм The Protectors: Walk in the Rangers' Shoes, о чуварима парка и њиховим напорима да заштите дивљи свет Гарамбе. Филмски фестивал Трибека постхумно је доделио награде убијеним ренџерима који су били актери филма, због свог рада и храбрости у одбрани слонова, у априлу 2017. године.